# I Can’t Help It (альбом)
I Can’t Help It — сборник американской певицы Бетти Картер, выпущенный в 1992 году на лейблах Impulse! и GRP Records. Он содержит все треки с её альбомов Out There with Betty Carter (1958) и The Modern Sound of Betty Carter (1960).
Во второй половине диска играет оркестр, аранжированный Ричардом Уэссом, в первых 12 номерах представлены такие ведущие музыканты, как трубачи Рэй Коупленд и Кенни Дорэм, либо Джером Ричардсон, либо Бенни Голсон (тенор), а также пианист Уинтон Келли.
Заглавный трек «I Can’t Help It» был первой из собственных композиций Картер, которые она записала.

## Отзывы критиков
| Оценки критиков                            | Оценки критиков |
| Источник                                   | Оценка          |
| ------------------------------------------ | --------------- |
| AllMusic                                   | [ 3 ]           |
| Encyclopedia of Popular Music              | [ 4 ]           |
| MusicHound Jazz: The Essential Album Guide | [ 5 ]           |
| The Rolling Stone Jazz & Blues Album Guide | [ 6 ]           |

Скотт Яноу из AllMusic написал: «На 24 треках уже известная вокалистка создаёт собственное звучание в традициях бибопа; её более новаторская работа была в будущем. Запоминаются довольно многие исполнения, в том числе „I Can’t Help It“ (которая в некоторой степени автобиографична), „You’re Driving Me Crazy“, „What a Little Moonlight Can Do“, „Jazz (Ain’t Nothin' but Soul)“ and „Don’t Weep for the Lady“. Настоятельно рекомендуется». Альбом также получил отметку Album Pick, которая присваивается наиболее репрезентативному во всём творчестве исполнителя.

## Список композиций
1. «I Can’t Help It» (Бетти Картер) — 2:44
2. «By the Bend of the River» (Клара Эдвардс) — 2:07
3. «Babe’s Blues» (Рэнди Уэстон, Джон Хендрикс) — 2:49
4. «You’re Getting to Be a Habit with Me» (Эл Дубин, Гарри Уоррен) — 3:30
5. «But Beautiful» (Джимми Ван Хьюзен, Сонни Берк) — 3:58
6. «All I’ve Got» (Дэвид Коул) — 2:15
7. «You’re Driving Me Crazy» (Уолтер Дональдсон) — 1:45
8. «Foul Play» (Норман Мэпп) — 2:21
9. «On the Isle of May» (Мак Дэвид, Андре Костеланец) — 2:02
10. «Make It Last» (Боб Хеймс, Гленн Г. Пакстон) — 4:30
11. «Blue Bird of Happiness» (Эдвард Хейман, Шандор Хармати) — 1:30
12. «Something Wonderful» (Ричард Роджерс, Оскар Хаммерстайн II) — 3:35
13. «For You» (Джо Берк, Эл Дубин) — 2:21
14. «What a Little Moonlight Can Do» (Гарри М. Вудс) — 2:06
15. «Remember» (Ирвинг Берлин) — 2:24
16. «At Sundown» (Уолтер Дональдсон) — 2:44
17. «Mean to Me» (Фред Алерт, Рой Терк) — 2:06
18. «I Don’t Want to Set the World on Fire» (Бенни Бенджамин, Эдди Дарем, Сол Маркус, Эдди Сейлер) — 2:24
19. «On the Alamo» (Ишем Джонс, Гас Кан) — 1:56
20. «Jazz (Ain’t Nothin’ But Soul)» (Норман Мэпп) — 1:58
21. «There’s No You» (Том Адейр, Джордж Дургом, Хэл Хоппер) — 3:11
22. «Stormy Weather» (Гарольд Арлен, Тед Колер) — 3:24
23. «Don’t Weep for the Lady» (Даршан Сингх) — 3:02
24. «My Reverie» (Larry Clinton) — 2:50

## Участники записи
Сессии, прошедшие в феврале 1958 года (треки 1-6):
- Бетти Картер — вокал
- Рэй Коупленд — труба, аранжировка
- Мелба Листон — тромбон, аранжировка
- Джером Ричардсон — тенор-саксофон, флейта, бас-кларнет
- Уинтон Келли — фортепиано
- Пек Моррисон — контрабас
- Спекс Райт — ударные

Сессии, прошедшие в феврале 1958 года (треки 7-12):
- Бетти Картер — вокал
- Кенни Дорэм, Рэй Коупленд — труба, аранжировка
- Мелба Листон — тромбон
- Джиджи Грайс, Джимми Пауэлл — альт-саксофоны, аранжировка
- Бенни Голсон — тенор-саксофон, аранжировка
- Сахиб Шихаб — баритон-саксофон
- Уинтон Келли — фортепиано
- Сэм Джонс — контрабас
- Мелба Листон — аранжировка
- Томми Брайса — аранжировка

Сессии, прошедшие 18, 29 и 30 августа 1960 года (треки 13-24):
- Бетти Картер — вокал
- Ричарда Вайса — аранжировка, дирижирование